# (55418) Bianciardi
(55418) Bianciardi est un astéroïde de la ceinture principale.

## Description
(55418) Bianciardi est un astéroïde de la ceinture principale. Il fut découvert le 13 octobre 2001 à San Marcello Pistoiese par Luciano Tesi et Maura Tombelli. Il présente une orbite caractérisée par un demi-grand axe de 2,93 UA, une excentricité de 0,11 et une inclinaison de 11,8° par rapport à l'écliptique.

## Compléments